# Rick Ulbricht

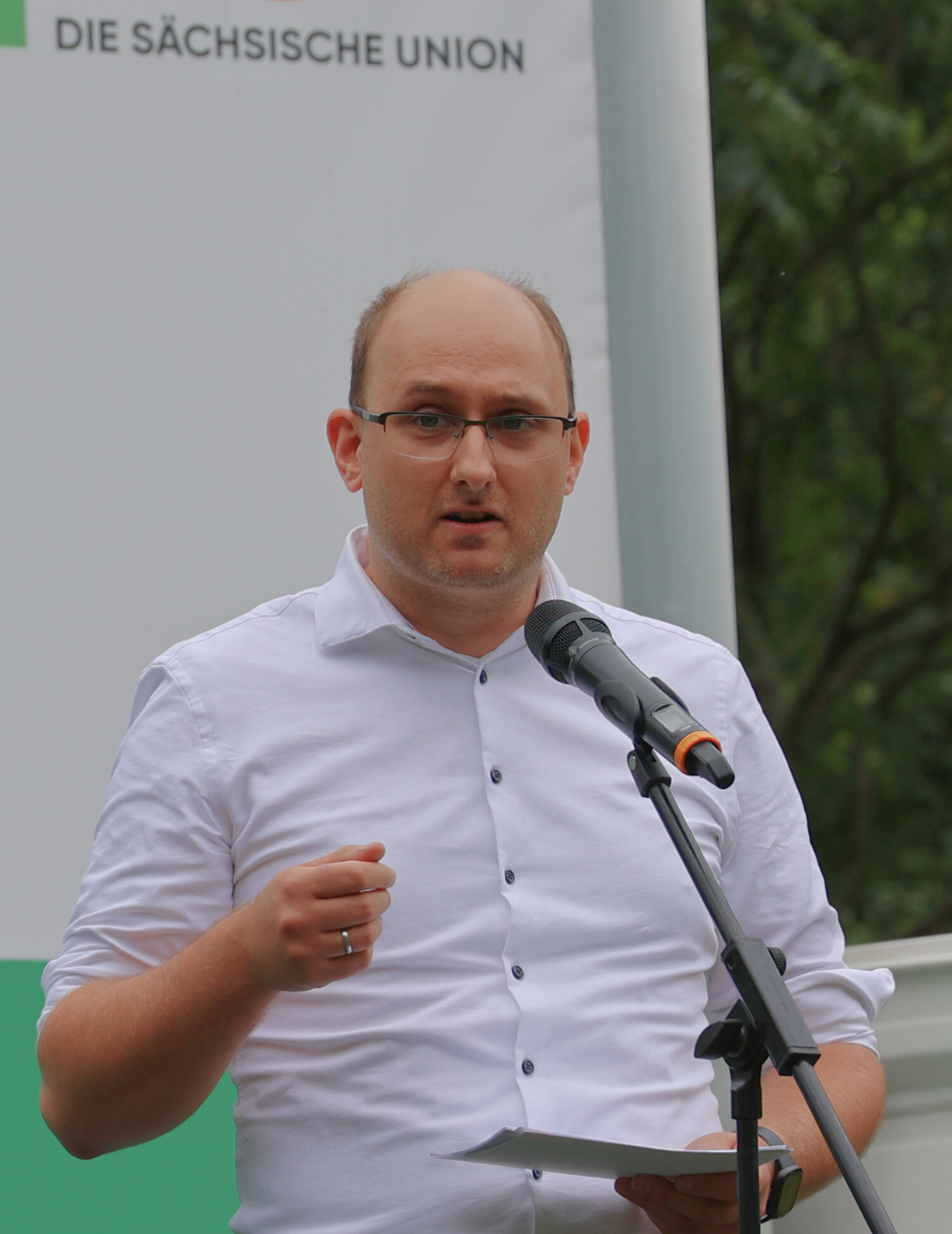
Rick Ulbricht (2024)

Rick Ulbricht (* 24. November 1991 in Sebnitz) ist ein deutscher Politiker (CDU) und seit 2024 Abgeordneter im Sächsischen Landtag.

## Leben
Geboren und aufgewachsen in Sebnitz, zog Rick Ulbricht nach seinem Realschulabschluss familiär bedingt für einige Jahre nach Mecklenburg-Vorpommern, wo er 2011 sein Abitur in Waren (Müritz) absolvierte. Zum Studium ging Ulbricht zurück nach Sachsen, wo er an der Universität Leipzig zunächst einen Bachelor in Geschichte und anschließend einen weiteren in Politikwissenschaften absolvierte. 2022 beendete er sein Studium mit dem Masterabschluss.
Bereits ab 2016 arbeitete er während seines Studiums als Büroleiter und wissenschaftlicher Mitarbeiter im Büro eines Landtagsabgeordneten. 2023 wechselte Ulbricht dann als Referent für Gesundheitspolitik in die sächsische Landesvertretung einer Krankenkasse, bei welcher er bis zu seinem Einzug in den Sächsischen Landtag tätig war.
Rick Ulbricht lebt in Leipzig, ist verheiratet und hat eine Tochter.

## Politik
Seit 2011 ist Ulbricht Mitglied der CDU. Dort war er zunächst vor allem in der Jungen Union Leipzig aktiv, wo er von 2013 bis 2020 als stellv. Kreisvorsitzender und Beisitzer dem Kreisvorstand angehörte. Seit 2017 ist er Vorstandsmitglied des CDU-Ortsverbandes Leipzig-Nord, welchem er zunächst als Beisitzer und danach als stellv. Vorsitzender angehört. Von 2017 bis 2025 war Ulbricht als Stadtbezirksbeirat kommunalpolitisch in Leipzig aktiv.
Bei der Landtagswahl in Sachsen am 1. September 2024 gewann der Politiker mit 34,3 Prozent der Stimmen das Direktmandat im Wahlkreis Leipzig 7 und vertritt seit der Konstituierung des 8. Sächsischen Landtages am 1. Oktober 2024 den Leipziger Nordwesten und Westen im Landesparlament.
Im Landtag gehört er dem Ausschuss für Soziales und Gesundheit, dem Petitionsausschuss sowie dem Ausschuss für Umwelt und Landwirtschaft an, in dem er den stellvertretenden Vorsitz innehat. Darüber hinaus ist er auch Teil der Enquete-Kommission „Pandemie“, welche, mit Blick auf die Erfahrungen der Corona-Pandemie, Konzepte für künftige Krisenfälle im Freistaat entwickelt.
Seit 2024 ist er auch Mitglied der Christlich-Demokratischen Arbeitnehmerschaft, dem sozialpolitischen Flügel der CDU. Hier gehört er dem sächsischen Landesvorstand als Beisitzer an.

## Ehrenamt
Neben seiner politischen Tätigkeit ist Ulbricht auch ehrenamtlich aktiv. Seit 2021 ist er Vorsitzender des Bürgervereins „Möckern-Wahren e.V.“, welcher regelmäßig die Stadtteilzeitung „Viadukt“ herausgibt. Der Verein ist zugleich Träger öffentlicher Belange und setzt sich besonders sozial und kulturell für den Stadtbezirk ein.
Darüber hinaus ist er auch Mitglied im Volksbund Deutsche Kriegsgräberfürsorge, dem Bismarckturm-Verein Lützschena-Stahmeln e. V. und dem Freundeskreis der Bundeswehr Leipzig e.V.